# مؤتمر ترشيح الرئاسة في الولايات المتحدة
مؤتمر ترشيح الرئيس الأمريكي هو مؤتمر سياسي يعقد كل أربع سنوات في الولايات المتحدة وتقدم الأحزاب السياسية من خلاله مرشحيها للانتخابات الرئاسية الأمريكية. الغرض الرئيسي للمؤتمر هو اختيار مرشحي الحزب لمنصبي الرئيس ونائب الرئيس، فضلاً عن اعتماد بيان مبادئ الحزب وأهدافه واعتماد قواعد أنشطة الحزب، بما في ذلك عملية ترشيح الرئيس لدورة الانتخابات القادمة من خلال ما يعرف بالمنصة أو المنبر (بالإنجليزية: Platform)‏. تقام مؤتمرات ترشيح الرئيس عادة في مدينة مختلفة كل أربع سنوات. تعدّ مدينة شيكاغو أكثر المدن استضافةً للمؤتمرات الحزبية الكبرى، حيث عقد فيها 26 مؤتمر رئيسي، بدءًا من ترشيح أبراهام لينكولن في عام 1860.
يعود تاريخ أقدم المؤتمرات الوطنية العامة لترشيح الرئيس إلى انتخابات عام 1832، حيث قامت مجموعات صغيرة من قادة الحزب باختيار المرشح، ويمكن القول إن ذلك بدأ مع انتخابات عام 1796. منذ عام 1972، يتم اختيار معظم المندوبين في الانتخابات التمهيدية الرئاسية ولاية تلو الأخرى. يشمل المندوبون الآخرون لهذه المؤتمرات أعضاء الأحزاب السياسية الذين يكونون مندوبين تلقائيًا، ويطلق عليهم "المندوبون غير الملتزمين" لأنهم يستطيعون اختيار المرشح الذي يصوتون له بأنفسهم. إن عدد المندوبين الملتزمين الذين يتم تحديدهم من خلال الانتخابات التمهيدية يسمح عادة بتحديد المرشحين قبل بداية المؤتمر، ولكن إذا لم يتمكن أي مرشح واحد من تأمين الأغلبية من المندوبين الملتزمين وغير الملتزمين، فإن ذلك يؤدي إلى "مؤتمر وسيط". يتم بعد ذلك "إطلاق" جميع المندوبين المشاركين، ويمكنهم تحويل ولائهم إلى مرشح مختلف، وبالتالي فإن إعادة التصويت تؤدي إلى أغلبية واضحة. بشكل عام، يشير استخدام "مؤتمر ترشيح الحملة الرئاسية" إلى الأحداث الرباعية السنوية للحزبين الرئيسيين: المؤتمر الوطني الديمقراطي والجمهوري. كما تختار بعض الأحزاب الصغيرة مرشحيها عن طريق المؤتمر، بما في ذلك الحزب الأخضر، والحزب الاشتراكي الأمريكي، والحزب الليبرتاري، وحزب الدستور، وحزب الإصلاح الأمريكي. أجبر وباء كوفيد-19 في عام 2020 كل من الأحزاب الرئيسية والأخرى على تعديل مؤتمراتها المعتادة في ذلك العام، وجدولة الأحداث الافتراضية مع الحد الأدنى من المشاركة، حيث كانت الحشود الكبيرة النشطة معرضة لخطر نشر الفيروس.

## تاريخ

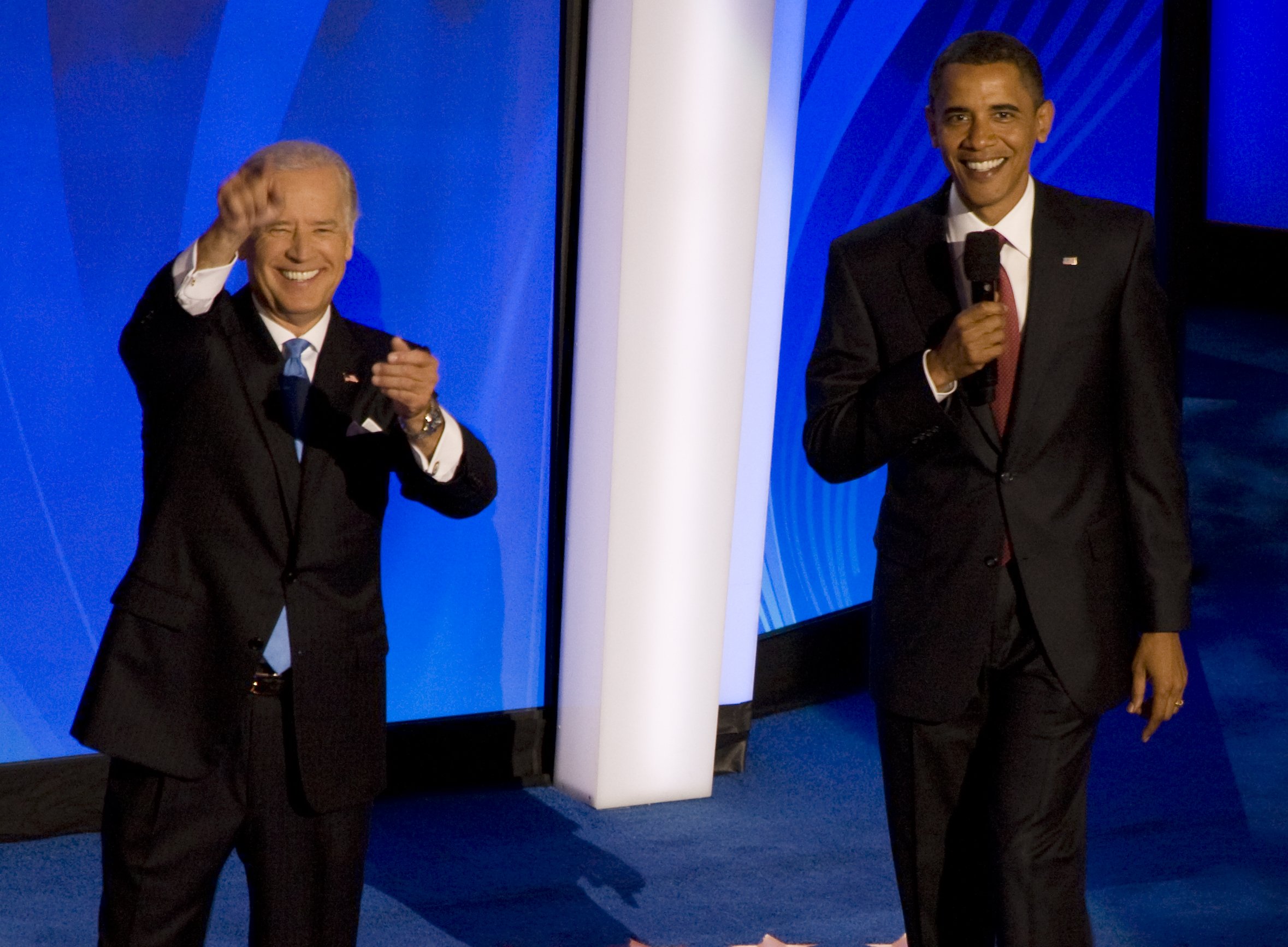
باراك أوباما وجو بايدن في المؤتمر الوطني الديمقراطي لعام 2008.

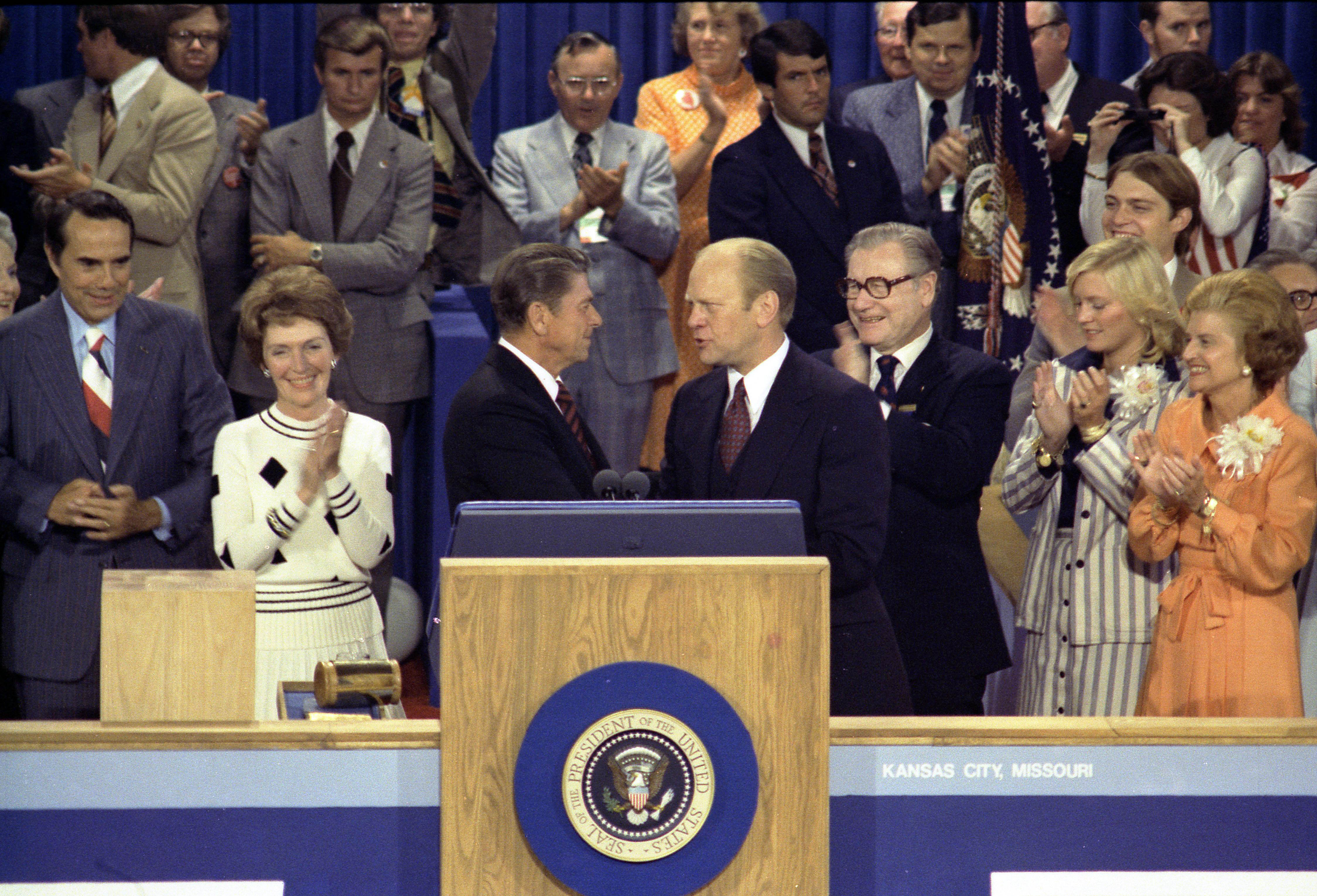
المنافسان رونالد ريغان (يسار) وجيرالد فورد (يمين) يتصافحان خلال المؤتمر الوطني الجمهوري عام 1976.

لا يوجد أي نص في دستور الولايات المتحدة بشأن دور الأحزاب السياسية، وذلك لأن الآباء المؤسسين لم يكن لديهم في الأصل نية أن تكون السياسة الأمريكية حزبية. وفي مقالة "الفيدرالي التاسع"، كتب ألكسندر هاملتون وجيمس ماديسون على وجه التحديد عن مخاطر الفصائل السياسية. وهكذا في الانتخابات الرئاسية الأولى والثانية، تعاملت الهيئة الانتخابية مع الترشيحات والانتخابات في عامي 1789 و1792 التي اختارت جورج واشنطن. وقد نشأت بدايات نظام الحزبين الأميركي من خلال دائرة المستشارين السياسيين في واشنطن. انتهى الأمر بهاملتون وماديسون، اللذان رفضا فكرة الفصائل السياسية، إلى أن يصبحا الزعيمين الأساسيين في هذين الحزبين: أصبح هاملتون زعيم الحزب الفيدرالي بينما تولى ماديسون قيادة الحزب الجمهوري الديمقراطي مع توماس جيفرسون.
بدءًا من انتخابات عام 1796، اختارت لجنة الحزب في الكونجرس أو الهيئة التشريعية للولاية مرشحي الحزب للرئاسة. انهار هذا النظام في عام 1824، ومنذ عام 1832 أصبحت الآلية المفضلة للترشيح هي المؤتمر الوطني. عادة ما كان يتم اختيار المندوبين إلى المؤتمر الوطني عبر مؤتمرات الولايات والمقاطعات. وفي بعض الأحيان كانت المؤتمرات الوطنية تهيمن عليها المؤامرات بين القادة السياسيين الذين كانوا يسيطرون على المندوبين؛ ونظر البعض إلى المؤتمرات الوطنية بأنها بعيدة عن الديمقراطية أو الشفافية.
بعد ذلك نظر المصلحون في الحقبة التقدمية إلى الانتخابات التمهيدية باعتبارها وسيلة لقياس الرأي العام حول المرشحين. أجرت فلوريدا أول انتخابات تمهيدية رئاسية في عام 1901. كانت الانتخابات التمهيدية المباشرة المفتوحة في ولاية ويسكونسن عام 1905 هي الأولى التي ألغت نظام المؤتمرات الحزبية وفرضت الاختيار المباشر لمندوبي المؤتمر الوطني. في عام 1910، أصبحت ولاية أوريغون أول ولاية تنشئ انتخابات تمهيدية تفضيلية للرئاسة، وهو ما يتطلب من المندوبين إلى المؤتمر الوطني دعم الفائز في الانتخابات التمهيدية في المؤتمر. كان الدافع وراء تبني الانتخابات التمهيدية الملزمة على المستوى الوطني هو المؤتمر الوطني الديمقراطي لعام 1968 ‏. حصل نائب الرئيس هيوبرت همفري على ترشيح الحزب الرئاسي على الرغم من عدم فوزه بأي انتخابات تمهيدية. بعد ذلك، أوصت لجنة كلفتها اللجنة الوطنية الديمقراطية برئاسة السيناتور جورج ماكجفرن - لجنة ماكجفرن-فريزر - بأن تعتمد الولايات قواعد جديدة لضمان مشاركة أوسع. وفي عام 1972، واجهت عدد كبير من الولايات الحاجة إلى الالتزام بقواعد أكثر تفصيلاً لاختيار المندوبين الوطنيين، فاختارت الانتخابات التمهيدية الرئاسية باعتبارها الطريقة الأسهل للامتثال لقواعد الحزب الديمقراطي الوطني الجديدة. وكانت النتيجة أن عددًا أكبر من المندوبين المستقبليين سيتم اختيارهم من خلال الانتخابات التمهيدية الرئاسية للولاية. كما اعتمد الجمهوريون أيضًا عددًا أكبر من الانتخابات التمهيدية الرئاسية على مستوى الولايات.

## اللوجستيات

### الروزنامة
تبدأ دورة المؤتمر بالدعوة إلى المؤتمر. ويتم إصدار الدعوة عادة قبل حوالي 18 شهرًا، وهي دعوة من الحزب الوطني إلى أحزاب الولايات والأقاليم للاجتماع لاختيار مرشح رئاسي. ويحدد أيضًا عدد المندوبين الذين سيتم منحهم لكل منهم، بالإضافة إلى قواعد عملية الترشيح. من المعتاد أن تستمر المؤتمرات لمدة أربعة أيام عمل، باستثناء مؤتمري الحزب الجمهوري في عام 1972 والحزب الديمقراطي في عام 2012 ، حيث كان من المقرر أن يستمر كل منهما لمدة ثلاثة أيام. (كما كانت مؤتمرات الحزب الجمهوري في عامي 2008 و2012 تستمر ثلاثة أيام لكل منها، ولكن في كل حالة تم تقليلها بيوم بسبب مشاكل الطقس.) وأخيرًا، في إطار القيود العامة المذكورة أعلاه، والجدول الزمني المتغير للألعاب الأولمبية، يمكن للأسباب السياسية أيضًا أن تحدد الجداول الزمنية. على سبيل المثال، عقد الحزب الديمقراطي مؤتمره في عام 2008 بعد دورة الألعاب الأوليمبية في بكين "لتعظيم الزخم الذي يتمتع به حزبنا الديمقراطي في الأشهر الأخيرة من الانتخابات الرئاسية". في عام 2016، تم نقل مؤتمري الحزبين الجمهوري والديمقراطي إلى شهر يوليو، قبل دورة الألعاب الأولمبية في ريو دي جانيرو في أغسطس. كان أحد الأسباب التي دفعت الحزب الجمهوري إلى عقد مؤتمر في يوليو هو المساعدة في تجنب معركة أولية مطولة مماثلة لما حدث في عام 2012 والذي ترك الحزب منقسمًا قبل الانتخابات العامة. وبعد ذلك، حذا الديمقراطيون حذو الجمهوريين حتى يتمكنوا من تقديم استجابة أسرع للجمهوريين، بدلاً من الانتظار لمدة شهر حتى انتهاء الألعاب الأوليمبية.
منذ عام 1936، يعقد الحزب الذي ينتمي إليه الرئيس الحالي المؤتمر الثاني. بين عامي 1864 و1952، أقام الديمقراطيون مؤتمرهم بعد الجمهوريين في كل مرة (باستثناء عام 1888). في عام 1956، عندما كان الجمهوري دوايت د. أيزنهاور هو الرئيس الحالي، أقام الديمقراطيون مؤتمرهم أولاً للمرة الأولى منذ عام 1888. لذلك، من عام 1936 إلى عام 1952، خلال الإدارات التي قادها الرئيسان الديمقراطيان فرانكلين روزفلت وهاري ترومان، عقد الديمقراطيون مؤتمرهم بعد الجمهوريين، ولكن لم يكن من الواضح بشكل جليّ ما إذا كان الديمقراطيون يقيمون مؤتمرهم ثانيًا لأنهم كانوا يسيطرون على البيت الأبيض في ذلك العام أو لأنهم اعتادوا على ذلك. وفي عام 1956 بدأ اتباع بروتوكول الترتيب الذي لا يزال قائمًا حتى الآن.
منذ البداية وحتى عام 1948، كانت المؤتمرات الحزبية الرئيسية تُعقد في الغالب في شهري مايو ويونيو، مع بعض الاستثناءات. منذ عام 1952، عقدت كافة المؤتمرات الحزبية الرئيسية في يوليو أو أغسطس، أو (للمرة الأولى في عام 2004)، بأن تنتهي في أوائل سبتمبر. بين منتصف القرن العشرين وعام 2004، كان من المقرر عقد المؤتمرين الرئيسيين للحزبين بفارق شهر واحد تقريبًا، وغالباً ما كانت دورة الألعاب الأولمبية الصيفية بينهما حتى يكون هناك تنافس على المشاهدين. في عام 1996، تم عقد كلا المؤتمرين في شهر أغسطس استعداداً لدورة الألعاب الأولمبية في أتلانتا في يوليو، وهي آخر دورة ألعاب أولمبية صيفية حتى الآن يتم استضافتها في الولايات المتحدة. في عام 2000، سبق كلا المؤتمرين دورة الألعاب الأولمبية في سيدني في أواخر سبتمبر.
في عامي 2008 و2012، كان من المقرر عقد مؤتمري الحزبين الديمقراطي والجمهوري في أسبوعين متتاليين بعد انتهاء دورة الألعاب الأولمبية في بكين ولندن على التوالي، مما أدى إلى بدء المؤتمرات في سبتمبر للمرة الأولى (الديمقراطيون في عام 2008، والجمهوريون في عام 2012). كان أحد أسباب تأخر انعقاد المؤتمرات الانتخابية يتعلق بقوانين تمويل الحملات الانتخابية، والتي تسمح للمرشحين بإنفاق مبلغ غير محدود من المال قبل المؤتمر، ولكنها تحظر جمع التبرعات بعد المؤتمر. ومع ذلك، أدى نقل المؤتمرات إلى أوائل سبتمبر إلى تعارضات مع مباراة انطلاق موسم الدوري الوطني لكرة القدم، والتي تقام عادة في أول يوم خميس بعد عيد العمال في سبتمبر. (استوعبت رابطة كرة القدم الأميركية المؤتمرات ونقلت لعبتها إلى وقت بداية مبكر في عام 2008، وإلى يوم أربعاء نادر في عام 2012. لم تتعارض تواريخ المؤتمرات في عام 2004، ومن عام 2016 إلى عام 2024 مع جدول دوري كرة القدم الأميركية). وعلاوة على ذلك، من المرجح أن تمنع قوانين الانتخابات في بعض الولايات عقد المؤتمرات الحزبية في وقت لاحق إلى منتصف سبتمبر. أجبرت قوانين الانتخابات في ولاية أوهايو الديمقراطيين على جدولة ترشيح كامالا هاريس افتراضيًا قبل المؤتمر المقرر عام 2024، للالتفاف على الموعد النهائي للتصويت في 7 أغسطس.
ومع ذلك، فإن اختيار باراك أوباما عدم تلقي أموال فيدرالية لحملته الانتخابية في الانتخابات العامة عام 2008 كان بمثابة بداية اتجاه جديد، وبالتالي فإن السبب المالي للحملة الانتخابية لتأخر جدولة المؤتمرات قد اختفى في الدورات اللاحقة.
كان من المقرر في الأصل عقد المؤتمر الوطني الديمقراطي لعام 2020 في الفترة من 13 إلى 16 يوليو، ولكن تم تأجيله إلى 17-20 أغسطس 2020، بسبب جائحة كورونا. انعقد المؤتمر الوطني للحزب الجمهوري لعام 2020 في موعده المقرر في الفترة من 24 إلى 27 أغسطس. كما تم تأجيل دورة الألعاب الأولمبية في طوكيو، والتي كان من المقرر افتتاحها في 24 يوليو 2020، إلى يوليو 2021 بسبب الوباء. كانت هذه هي المرة الأولى التي لا تتزامن فيها مؤتمرات الترشيح مع الألعاب الأولمبية منذ عام 1944، عندما تم إلغاء الألعاب بسبب الحرب العالمية الثانية.
عاد الجدول الزمني لعام 2024 إلى المعيار الذي كان متبعًا في معظم أواخر القرن العشرين، مع إقامة الألعاب الأولمبية الصيفية لعام 2024 بين المؤتمرات. من المقرر أن تبدأ دورة الألعاب الأولمبية الصيفية 2028 في لوس أنجلوس مبكرًا قليلاً، في منتصف يوليو، وبالتالي فإن هذا قد يؤثر على الجدول الزمني للمؤتمرين المقرر عقدهما في عام 2028.

### المشاركة

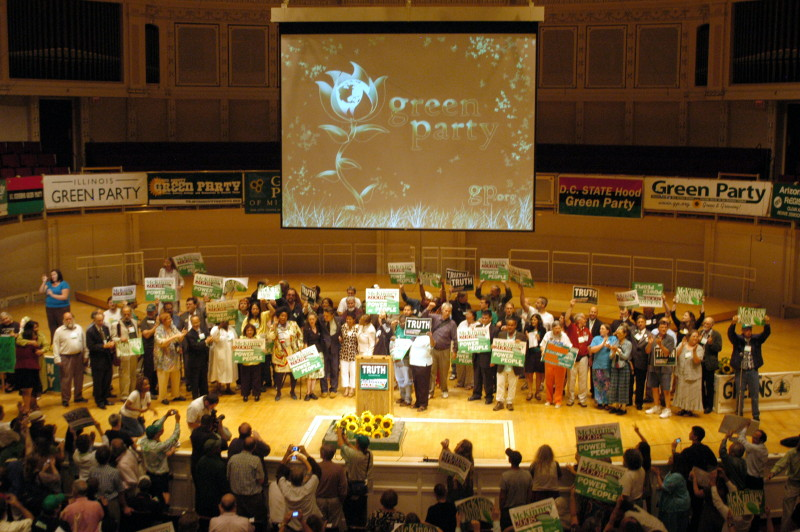
المؤتمر الوطني للحزب الأخضر عام 2008 الذي انعقد في شيكاغو.

يضع كل طرف قواعده الخاصة للمشاركة وشكل المؤتمر. وبصورة واسعة النطاق، يتم تخصيص عدد محدد من الممثلين المصوتين لكل حزب في الولايات والأقاليم الأمريكية، والمعروفين بشكل فردي باسم الموفدين أو المندوبين (Delegates) وجماعيًا باسم الوفد (Delegation) . يستخدم كل حزب صيغته الخاصة لتحديد حجم كل وفد، مع الأخذ في الاعتبار اعتبارات مثل عدد السكان، ونسبة ممثلي الولاية في الكونجرس أو مسؤولي حكومة الولاية الذين هم أعضاء في الحزب، وأنماط التصويت في الولاية في الانتخابات الرئاسية السابقة. ويخضع اختيار المندوبين الأفراد وبدلاءهم أيضًا للقوانين الداخلية لكل ولاية طرف، أو في بعض الحالات لقانون الولاية.
في المؤتمر الوطني الديمقراطي لعام 2004 بلغ عدد المندوبين 4353 مندوباً و611 مندوباً بديلاً. في المؤتمر الوطني الجمهوري لعام 2004 كان هناك 2509 مندوبًا و2344 نائبًا. ومع ذلك، فإن الحضور الآخرين الذين لا يشاركون في الأعمال الرسمية للمؤتمر يفوقون هؤلاء الأفراد عدداً. ويشمل ذلك المسؤولين غير المندوبين والناشطين في الحزب، والضيوف المدعوين والمرافقين، والمراقبين الدوليين، ناهيك عن العديد من أعضاء وسائل الإعلام، والمتطوعين، وأصحاب الأعمال المحليين والمروّجين الذين يأملون في الاستفادة من الحدث الذي يقام كل أربع سنوات.

### المواقع

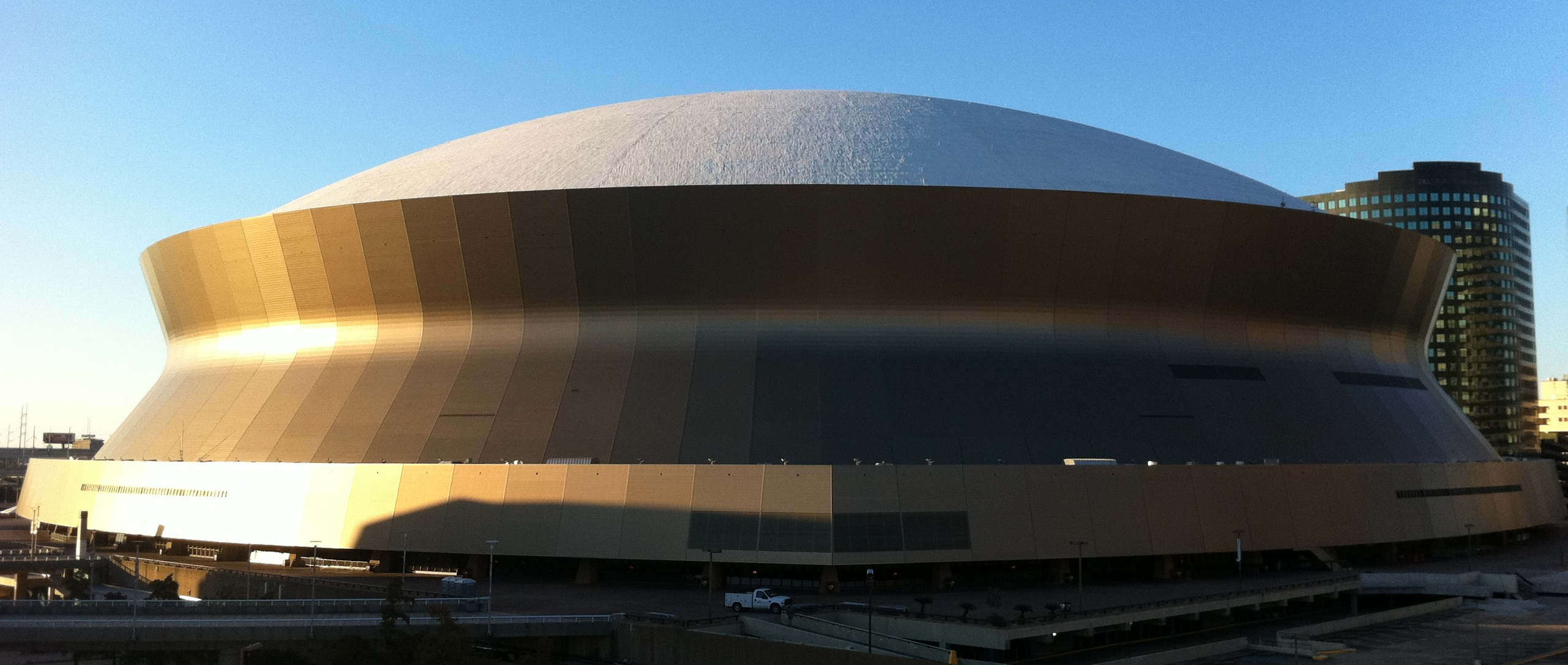
كان ملعب لويزيانا سوبر دوم في نيو أورليانز هو الموقع الذي استضاف المؤتمر الوطني الجمهوري عام 1988 ، والذي رشح جورج بوش الأب ودان كويل لمنصب الرئيس ونائب الرئيس. في العقود الأخيرة، عقد الحزبان الرئيسيان مؤتمراتهما في الملاعب والساحات الرياضية.

يقام المؤتمر عادة في مدينة رئيسية تختارها المنظمة الوطنية للحزب قبل 18 إلى 24 شهرًا من إجراء الانتخابات، على الرغم من أن اللجنة الوطنية الجمهورية صوتت في عام 2022 للسماح للحزب باختيار مواقع مؤتمره الرئاسي قبل ست سنوات. ومع نمو المؤتمرين الرئيسيين إلى حدثين ضخمين يحظيان باهتمام إعلامي واسع ويتمتعان بتأثير اقتصادي كبير، تتنافس المدن اليوم بقوة للحصول على الاستضافة، مستشهدة بأماكن عقد الاجتماعات، ومرافق الإقامة، والترفيه، فضلاً عن تقديم حوافز اقتصادية.
كان موقع المؤتمرات المبكرة محددًا بسبب صعوبة نقل المندوبين من مناطق بعيدة من البلاد؛ وعُقد العديد منها في بالتيمور، ماريلاند، على الساحل الشرقي المركزي. ومع توسع الولايات المتحدة غرباً وربط المدن بالسكك الحديدية، أصبحت مدن في وسط الغرب مثل شيكاغو - التي استضافت منذ عام 1860 خمسة وعشرين مؤتمراً جمهورياً وديمقراطياً مجتمعين، أكثر من أي مدينة أخرى - من المدن المضيفة المفضّلة. في الوقت الحاضر، تؤثر الرمزية السياسية على اختيار المدينة المضيفة بقدر ما تؤثر عليها الاعتبارات الاقتصادية أو اللوجستية. قد يتم اختيار مدينة معينة لتعزيز مكانة الابن المفضل، أو في محاولة لكسب ودّ سكان تلك الولاية. على سبيل المثال، في عام 2011، أشار مدير حملة أوباما جيم ميسينا إلى أن "السبب وراء اختيارنا لمدينة شارلوت بولاية كارولاينا الشمالية هو إيماننا العميق بـ"خريطة الجنوب الجديد". وعلى نحو مماثل، تم اختيار مدينة نيويورك لاستضافة المؤتمر الوطني الجمهوري لعام 2004 لاستحضار ذكريات قيادة جورج دبليو بوش خلال هجمات الحادي عشر من سبتمبر. اختيرت مدينة ميلووكي، في ولاية ويسكونسن ذات المنافسة السياسية الشديدة، كموقع للمؤتمر الوطني الديمقراطي لعام 2020 (على الرغم من أنه بسبب جائحة كورونا لم يتم عقده هناك بشكل أساسي)، والمؤتمر الوطني الجمهوري اللاحق لعام 2024.
بعد أن استضافت 25 مؤتمرًا رئيسيًا للأحزاب، أصبحت مدينة شيكاغو المدينة الأكثر استضافة للمؤتمرات الرئيسية للأحزاب، حيث استضافت أكثر من ربع هذه المؤتمرات. وكانت الأكثر استضافة للمؤتمرات الديمقراطية (12 مؤتمر) والجمهورية (14 مؤتمر). كانت شيكاغو هي الموقع الأخير لمؤتمر حزب رئيسي في عام 2024، عندما استضافت المؤتمر الديمقراطي في ذلك العام. أقيمت تسعة من المؤتمرات في المدينة في القرن التاسع عشر، في حين أقيم ستة عشر منها في القرن العشرين. انخفض تواتر استضافة شيكاغو للمؤتمرات بشكل كبير بعد المؤتمر الوطني الديمقراطي لعام 1968، وربما يعود ذلك إلى زيادة الاحتجاجات في المدينة، وقد استضافت شيكاغو المؤتمرات الديمقراطية بعد ذلك فقط في عامي 1996 و2024.
في القرن التاسع عشر، كانت مدينة بالتيمور بولاية ماريلاند (موقع أول مؤتمر لترشيح الرئيس) هي المدينة المضيفة الأكثر تكرارًا لمؤتمرات الحزب الرئيسية. في الفترة ما بين عامي 1832 و1872، شهدت بالتيمور اثني عشر مؤتمرًا رئيسيًا للحزب. ومع ذلك، لم تستضيف المدينة منذ ذلك الحين سوى مؤتمر واحد آخر للحزب الرئيسي (المؤتمر الوطني الديمقراطي لعام 1912). في الوقت الذي كانت تستضيف فيه بشكل متكرر مؤتمرات الأحزاب الكبرى، كانت المدينة تُعتبر موقعًا جذابًا لهذه الأحداث نظرًا لسهولة الوصول إليها من خلال وسائل النقل المختلفة، ووجود العديد من أماكن الاجتماعات في المدينة والتي تعتبر واسعة وفقًا لمعايير العصر، والفنادق عالية الجودة في المدينة، وتناول الطعام عالي الجودة في المدينة. تعتبر بالتيمور حاليًا مدينة تفتقر إلى مكان مناسب وفقًا لمعايير ومتطلبات المؤتمرات الحديثة من حيث سعة المقاعد والمساحة والخدمات اللوجستية. عندما تقدمت المدينة بعرض غير مرجح لاستضافة المؤتمر الوطني الديمقراطي لعام 2004، اقترحت المدينة استضافة المؤتمر تحت مظلة مؤقتة سيتم تشييدها في حديقة أوريول في كامدن ياردز (وهو ما كان من المرجح أن يستلزم إخلاء مستأجر فريق البيسبول للمكان لمدة شهرين تقريبًا من موسمهم). وقد تم الاستشهاد أيضًا بعدم وجود عدد كافٍ من الفنادق كعقبة أمام استضافة بالتيمور لمؤتمر حزبي رئيسي آخر في أي وقت قريب.
كانت المؤتمرات تقام عادةً داخل مراكز المؤتمرات، ولكن في العقود الأخيرة فضّل الحزبان الرئيسيان الساحات الرياضية والملاعب لاستيعاب القدرة المتزايدة، لأن الساحات الداخلية عادة ما تكون خارج الموسم خارج مواقع الاتحاد الوطني لكرة السلة النسائية، مما يسمح بالكثير من الوقت للتحضير (تجنبت الأحزاب السياسية الرئيسية ملاعب البيسبول منذ أن أجبر المؤتمر الوطني الجمهوري عام 1992 في هيوستن أسترودوم فريق هيوستن أستروس على لعب 26 مباراة متتالية خارج الطريق). على سبيل المثال، كان مطلوبًا من العطاءات الخاصة بالمؤتمر الوطني الجمهوري لعام 2008 أن تحتوي على منشأة تتسع لجلوس ما لا يقل عن 20500 شخص، بما في ذلك قاعة مؤتمرات تتسع لحوالي 5500 مندوب وبديل؛ وقد تم اختيار مركز إكسيل للطاقة في سانت بول بولاية مينيسوتا في النهاية. وفي الوقت نفسه، حضر ما يقرب من 84 ألف شخص اليوم الأخير من المؤتمر الوطني الديمقراطي لعام 2008 في ملعب إنفيسكو في مايل هاي في دنفر. وكان من المقرر في الأصل أن يقام اليوم الأخير من المؤتمر الديمقراطي لعام 2012 في ملعب كرة قدم مفتوح، ولكن تم نقله إلى الداخل بسبب المخاوف المتعلقة بالطقس. باستثناء المؤتمرات التي تأثرت بالجائحة في عام 2020، كان آخر مكان غير رياضي يستضيف المؤتمر الوطني الديمقراطي هو مركز موسكون في سان فرانسيسكو في عام 1984. في عام 1996، أصبح مركز مؤتمرات سان دييغو في سان دييغو آخر مكان غير رياضي يستضيف المؤتمر الوطني للحزب الجمهوري.

#### المدن (المناطق الحضرية) حسب عدد المؤتمرات الحزبية الرئيسية التي استضافتها
من بين 95 مؤتمرًا للأحزاب الرئيسية التي عقدت خلال دورة الانتخابات لعام 2020، استضافت 27 منطقة حضرية مختلفة مؤتمرات مؤتمر ترشيح الرئيس الأمريكي للأحزاب الرئيسية. في مناسبتين، كان للأحزاب أكثر من مدينة مضيفة رسمية لمؤتمراتها، وهما المؤتمر الوطني الديمقراطي لعام 1860، والمؤتمر الوطني الجمهوري لعام 2020.
تم عقد أكثر من نصف مؤتمرات الأحزاب الرئيسية في ثلاث مدن فقط: شيكاغو وبالتيمور وفيلادلفيا.
في ست مناسبات، عقد الحزبان الديمقراطي والجمهوري مؤتمراتهما في نفس المدينة. ومع ذلك، لم يحدث هذا منذ عام 1972. لعبت شيكاغو دور المضيف لكلا الحزبين أربع مرات، في أعوام 1884 و1932 و1944 و1952. استضافت مدينة فيلادلفيا في ولاية بنسلفانيا مؤتمري الحزبين الرئيسيين في عام 1948، كما استضافت ميامي بيتش في ولاية فلوريدا كلا المؤتمرين في 1972.
شهدت منطقتان حضريتان أكثر استضافة للمؤتمرات الحزبية الرئيسية. مينيابوليس-سانت بول هي موطن مينيابوليس (موقع المؤتمر الوطني الجمهوري عام 1892) سانت بول (موقع المؤتمر الوطني الجمهوري عام 2008). تعد منطقة خليج سان فرانسيسكو موطنًا لمدينة دالي (موقع المؤتمر الوطني الجمهوري لعام 1956 والمؤتمر الوطني الجمهوري لعام 1964) وسان فرانسيسكو (موقع المؤتمر الوطني الديمقراطي لعام 1920 والمؤتمر الوطني الديمقراطي لعام 1984).

#### الولايات/الدوائر الفيدرالية حسب عدد المؤتمرات الحزبية الرئيسية التي استضافتها
اعتبارًا من دورة الانتخابات لعام 2024، استضافت تسع عشرة ولاية ومقاطعة كولومبيا مؤتمرات ترشيح الحزب الرئيسي للرئاسة. في حين لم تستضف إحدى وثلاثون ولاية من قبل: ألاباما، ألاسكا، أريزونا، أركنساس، كونيتيكت، ديلاوير، هاواي، أيداهو، إنديانا، أيوا، كانساس، كنتاكي، مين، ميسيسيبي، مونتانا، نبراسكا، نيفادا، نيو هامبشاير، نيو مكسيكو، داكوتا الشمالية، أوكلاهوما، أوريغون، رود آيلاند، داكوتا الجنوبية، تينيسي، يوتا، فيرمونت، فرجينيا، واشنطن، فرجينيا الغربية، وايومنغ.
من بين المؤتمرات الحزبية الرئيسية البالغ عددها 95 والتي أقيمت خلال دورة الانتخابات لعام 2020، انعقد أكثر من ربعها في ولاية إلينوي. وقد استضافت ولايات إلينوي وميريلاند وبنسلفانيا مجتمعة أكثر من نصف المؤتمرات الحزبية الرئيسية. وبشكل عام، كانت الولايات السبع، التي استضافت كل منها ستة مؤتمرات رئيسية للأحزاب (كاليفورنيا، وإلينوي، وميريلاند، وميسوري، ونيويورك، وأوهايو، وبنسلفانيا) مواقع لأكثر من ثلاثة أرباع جميع مؤتمرات الأحزاب الرئيسية. وقد شهدت ست ولايات استضافة أكثر من منطقة حضرية واحدة لمؤتمر: كاليفورنيا (لوس أنجلوس، وسان دييغو، ومنطقة خليج سان فرانسيسكو)، وفلوريدا (ميامي بيتش وتامبا)، وميزوري (كانساس سيتي وسانت لويس)، وأوهايو (سينسيناتي وكليفلاند)، وبنسلفانيا (هاريسبرج وفيلادلفيا)، وتكساس (دالاس وهيوستن).
حتى دورة الانتخابات لعام 2020، كانت الولايات الواقعة في الغرب الأوسط للولايات المتحدة (إلينوي، وميشيغان، ومينيسوتا، وميزوري، وأوهايو، وويسكونسن) مواقع لـ 43 مؤتمرًا رئيسيًا للحزب. استضافت الولايات والمناطق الواقعة في شمال شرق الولايات المتحدة (مقاطعة كولومبيا، وميريلاند، وماساتشوستس، ونيوجيرسي ، ونيويورك، وبنسلفانيا) 33 مؤتمرًا رئيسيًا للحزب. استضافت الولايات الواقعة في جنوب الولايات المتحدة (فلوريدا، وجورجيا، ولويزيانا، وكارولاينا الشمالية، وكارولاينا الجنوبية، وتكساس) 12 مؤتمرًا رئيسيًا للحزب. استضافت الولايات الواقعة في غرب الولايات المتحدة (كاليفورنيا وكولورادو) تسعة مؤتمرات مشتركة للأحزاب الرئيسية. إن المنطقة التي ظلت لأطول فترة من الزمن منذ استضافة مؤتمر حزب رئيسي هي غرب الولايات المتحدة، والتي لم تكن موقعاً لمؤتمر حزب رئيسي منذ المؤتمر الوطني الديمقراطي الذي عقد في عام 2008 في دنفر بولاية كولورادو.

## عملية اختيار الموفدين
في كل عام من الانتخابات الرئاسية، تعقد الأحزاب السياسية في الولايات المتحدة مؤتمرات وطنية تسفر عن اختيار مرشحين للرئاسة. ويقوم المندوبون المختارون من كل ولاية باختيار المرشحين وليس أفراد الجمهور.
بدأ إشراك المندوبين في عملية الترشيح بعد الانتخابات الرئاسية 1968، عندما كان هناك استياء واسع النطاق من عملية ترشيح الرئيس. كما هددت الحركات الحزبية الصغيرة فرص المرشحين الديمقراطيين والجمهوريين في الفوز بأغلبية الأصوات الانتخابية، مما أدى إلى إصلاح عملية الانتخابات الرئاسية.

### عملية الاختيار للديقراطيين
لدى كل حزب وولاية عملية خاصة بهم لاختيار الموفدين أو المندوبين (بالإنجليزية: Delegates)‏.
وبشكل عام، عادة ما يتعهد مندوبو كلا الحزبين الرئيسيين بمنح أصواتهم لمرشح معين، أما أولئك المرتبطون بالحزب الديمقراطي وغير الملتزمين فيعتبرون مندوبين فائقين. قد يشمل هؤلاء المندوبون الفائقون حكامًا ينتمون إلى الحزب، وأعضاء الكونجرس الأمريكي، بالإضافة إلى أعضاء اللجنة الوطنية الديمقراطية. لا يلتزم المندوبون الفائقون بمرشح معين، ويمكنهم التصويت لمن يريدون. يمكن لأي ديمقراطي مسجل أن يترشح لمنصب مندوب، ويعتمد الفوز على تصويت الكونجرس. بمجرد أن يختار الديمقراطيون مندوبيهم، فإنهم يقومون بتوزيع المندوبين على كل مرشح بالتساوي، وفقًا لعدد أصوات الدائرة الانتخابية التي يحصلون عليها (يجب أن يكون 15٪ على الأقل).

### عملية الاختيار الجمهوريين
تحدد المادة 14 من القواعد الوطنية للحزب الجمهوري حجم المندوبين لكل ولاية أو إقليم أو قسم سياسي. يجب أن يتم اختيار المندوبين للحزب الجمهوري في الفترة ما بين الأول من مارس والسبت الثاني من يونيو في العام الذي يعقد فيه المؤتمر (باستثناء أيوا ونيوهامبشاير وكارولينا الجنوبية ونيفادا، والتي هي معفاة من القاعدة وقد تعقد عمليات اختيار مبكرة). يستخدم الحزب الجمهوري قاعدة "التخصيص النسبي"، والتي تنص على أن المندوبين يجب أن يعتمدوا على الأصوات على مستوى الولاية أو عدد أصوات الدائرة الانتخابية بالكونجرس بما يتناسب مع عدد الأصوات التي حصل عليها كل مرشح. كما يجب على كل ولاية أن تدعو إلى وجود عدد متساوٍ من الرجال والنساء في وفدها.
لا يجوز اختيار المندوبين والمندوبين البدلاء للمؤتمر الوطني الجمهوري أو الالتزام بهم إلا بواحد مما يلي:
- الانتخابات التمهيدية
- اللجنة الجمهورية للدولة
- مؤتمرات الولاية والمقاطعات الكونجرسية
- أي طريقة تظل متسقة مع القواعد التي تم اختيارها بموجبها

## الابن المفضل، الحصان الأسود

### الابن المفضل
يمكن للسياسي القوي، عادةً ما يكون حاكم ولاية أو عضو مجلس الشيوخ، أن ينصب نفسه "الابن المفضل"، على أن يتعهد نواب الولاية بالتصويت له في الجولة الأولى على الأقل. ومنذ عقود لم يوجد اهتمام بالدور وأصبح شرفيًا، لكن قبل عام 1972 كان التحكم في الوفد يمنح قوة مساومة فيما يتعلق بالمنصة أو الترشيح. كانت هذه الطريقة مستخدمة على نطاق واسع في القرن التاسع عشر وأوائل القرن العشرين، لكن منذ أن حلت الحملات الوطنية التي يقوم بها المرشحون والانتخابات التمهيدية الملزمة محل المؤتمرات التي تتم بوساطة ، فقد خرجت هذه الطريقة من الاستخدام.
في عام 1860، كان السيناتور روبرت إم تي هانتر هو الابن المفضل لولاية فرجينيا في مؤتمر الحزب الديمقراطي. وقد قدم رأيًا معتدلًا مؤيدًا للعبودية وسط الخطاب الصاخب الداعي إلى الانفصال. في عام 1952، كان حاكم ولاية كاليفورنيا إيرل وارن هو الابن المفضل في مؤتمر الحزب الجمهوري، ولكن السيناتور ريتشارد نيكسون كان ينافسه. نجح نيكسون في استغلال منصبه ليصبح خيار أيزنهاور لترشيحه لمنصب نائب الرئيس.

### الحصان الاسود
تم استخدام مصطلح "الحصان الأسود " في المؤتمر الوطني الديمقراطي عام 1844، حيث ظهر السياسي غير المعروف من ولاية تينيسي جيمس ك. بولك كمرشح بعد فشل المرشحين الرئيسيين في تأمين أغلبية الثلثين اللازمة. ومن بين المرشحين الآخرين الناجحين الذين كانوا بمثابة الحصان الأسود:
- فرانكلين بيرس - المرشح الديمقراطي، انتخب في عام 1852.
- رذرفورد ب. هايز - انتخب في عام 1876.
- جيمس أ. جارفيلد - انتخب في عام 1880.
- وارن جي هاردينج - انتخب رئيسًا في عام 1920 بعد ترشيحه المفاجئ من قبل الحزب الجمهوري.
- ويندل ويلكي - رجل أعمال غير معروف تمكن من الفوز بترشيح الحزب الجمهوري في عام 1940 لكنه خسر أمام فرانكلين روزفلت.

## الإجراءات

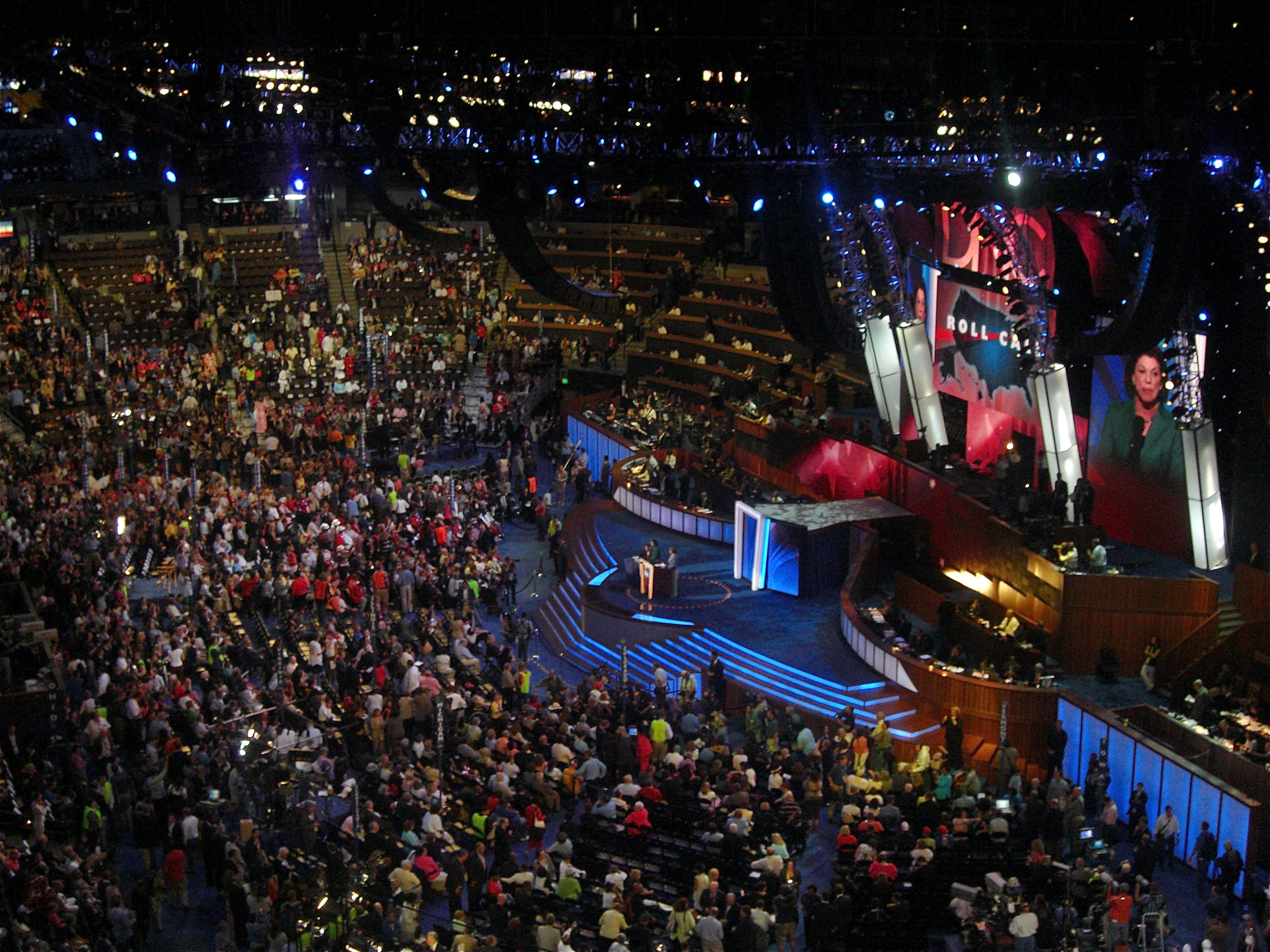
نداء الولايات خلال المؤتمر الوطني الديمقراطي لعام 2008 في مركز بيبسي (حاليًا بول أرينا) في دنفر، كولورادو.

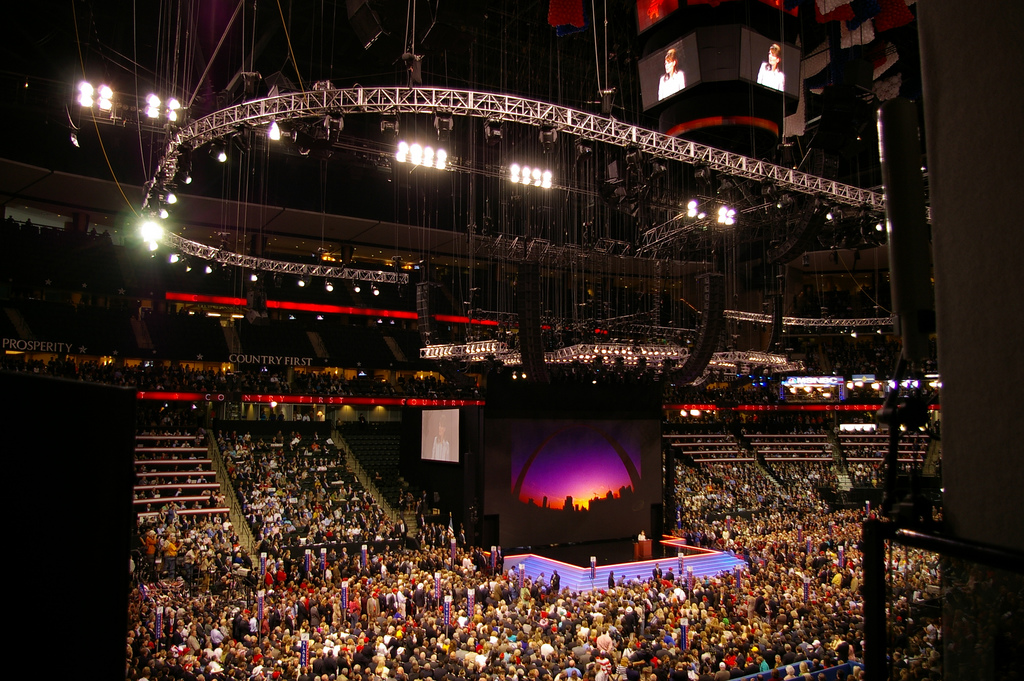
قاعة المؤتمر الوطني للحزب الجمهوري لعام 2008 في مركز إكسيل للطاقة في سانت بول، مينيسوتا.

خلال النهار، يعقد نشطاء الحزب اجتماعات وتجمعات، ويعملون على المنصة. عادة ما تتم عملية التصويت وإلقاء الكلمات المهمة في المؤتمر خلال ساعات المساء.
في المؤتمرات التي عقدت في السنوات الأخيرة، عادة ما تستغرق الأعمال الروتينية مثل فحص أوراق اعتماد الوفود، والتصديق على القواعد والإجراءات، وانتخاب مسؤولي المؤتمر، واعتماد البرنامج، أول يومين من المؤتمر. تراجعت أهمية كثير من التقاليد في العقود الأخيرة، وقد يكون الشيء الثابت الوحيد في الإجراءات هو أن المؤتمر ينتهي بخطاب قبول المرشح.
مع صعود الانتخابات التمهيدية المباشرة، وعلى وجه الخصوص مع انتقال الولايات إلى وقت مبكر أكثر فأكثر في تقويم الانتخابات التمهيدية، منذ انتخابات عام 1988، غالبًا ما كان المرشح يحصل على أغلبية ساحقة من المندوبين قبل وقت طويل من انعقاد المؤتمر، فأصبحت أي أعمال فعلية تتم في مؤتمرات الأحزاب الرئيسية، مثل نداء الأسماء للمندوبين، مجرد إجراءات شكلية إلى حد كبير، والتركيز الرئيسي ينصبّ على الترويج للمرشح ومنصة الحزب.

### التصويت
منذ سبعينيات القرن العشرين، كان التصويت في أغلب الأحيان ظاهريًا؛ ولم يكن اختيار مرشحي الأحزاب الرئيسية محلّ شك إلا نادرًا، لذا كان التصويت مرة واحدة كافيًا دائمًا، حيث يعلن كل وفد عن حصيلة أصواته، وعادة ما يكون ذلك مصحوبًا بترويج الوفد لولايته.
قبل أن يبدأ موسم ترشيحات الرئاسة فعليا، غالبًا ما تكون هناك تكهنات حول ما إذا كان سيظهر مرشح واحد في المقدمة. إذا لم ينجح أي مرشح في الحصول على أغلبية أصوات المندوبين في نهاية موسم الانتخابات التمهيدية، فسوف ينشأ سيناريو يسمى "المؤتمر الوسيط"، حيث يتم اختيار المرشح إما في المؤتمر أو بالقرب منه، من خلال المقايضة السياسية وإجبار المرشحين الأقل شأنًا مندوبيهم على التصويت لصالح أحد المرشحين الأوفر حظًا. وكان أفضل مثال على ذلك هو المؤتمر الديمقراطي لعام 1924، الذي حصل على 103 بطاقات اقتراع. من المرجح أن يحدث هذا الموقف في الحزب الديمقراطي، بسبب نظام التمثيل النسبي، ولكن مثل هذا السيناريو كان موضوع تكهنات فيما يتعلق بأغلب الترشيحات المتنازع عليها من كلا الحزبين دون أن يحدث بالفعل في السنوات الأخيرة. كان ذاك عند أقرب ما يمكن في المؤتمر الجمهوري لعام 1976، عندما لم يحصل جيرالد فورد ولا رونالد ريجان على ما يكفي من الأصوات في الانتخابات التمهيدية لضمان الترشيح. ومنذ ذلك الحين، حصل المرشحون على ما يكفي من الأصوات للوصول إلى الأغلبية من خلال المندوبين حتى قبل المؤتمر.
وفي الآونة الأخيرة، أصبح من الممارسات المعتادة أن يطلق المرشحون الخاسرون في موسم الانتخابات التمهيدية المندوبين ويحثونهم على التصويت للمرشح الفائز كدليل على وحدة الحزب. وبالتالي، فإن التصويت الذي تم إجراؤه في قاعة الاجتماع كان بالإجماع أو ما يقرب من ذلك. ومع ذلك قد يختار بعض المندوبين التصويت لمرشحهم. وفي عام 2008 حدث كلا الأمرين: فقد حصلت هيلاري كلينتون على أكثر من ألف صوت قبل أن تتحرك هي نفسها لترشيح باراك أوباما بالتزكية، مما يعني رسميًا أن التصويت كان بالإجماع.
تعتمد طريقة التصويت في المؤتمرات على "نداء الأسماء للولايات"، والتي تشمل أقاليم مثل واشنطن العاصمة، وساموا الأمريكية، وجوام، وبورتوريكو، وجزر فيرجن الأمريكية، وفئة شاملة من "المندوبين في الخارج". تتم تسمية الولايات حسب الترتيب الأبجدي (بدءًا من ألاباما وانتهاءً بوايومنغ). يمكن للمتحدث باسم الولاية (الذي يبدأ عادة بنقاط حول تاريخ الولاية وجغرافيتها والمسؤولين المنتخبين البارزين في الحزب) أن يختار إما الإعلان عن عدد المندوبين أو الرفض. بمجرد إعلان جميع الولايات، يُطلب من الولايات التي نجحت الإعلان عن عدد المندوبين لديها مرة أخرى.
كان التصويت لمنصب نائب الرئيس مشكلة منذ البداية: في المؤتمر الوطني الديمقراطي عام 1972، كان التصويت متناثرًا بين 50 مرشحًا، وفي المؤتمر الوطني الجمهوري عام 1976، كان التصويت أيضًا متناثرًا على نطاق واسع. في عام 1988، قرر كلا الحزبين ترشيح مرشحيهما المعينين من خلال تعليق القواعد وإعلان ترشيحهم بالتزكية؛ وكان آخر تصويت بالنداء على منصب نائب الرئيس في المؤتمر الوطني الجمهوري عام 1984.
إذا لم ينجح أي مرشح في الحصول على أغلبية الأصوات بعد الجولة الأولى من التصويت، يتم إجراء جولات تصويت لاحقة نداءً بالأسماء. وفي هذه الأثناء، يمكن للمرشحين عقد صفقات خلف الكواليس، وتبادل المندوبين في مقابل الحصول على مناصب في الإدارة أو خدمات أخرى، أو يمكن للمرشحين إطلاق سراح مندوبيهم للتصويت لمن يفضلونه شخصيًا. تستمر عمليات نداء الأسماء حتى يحصل مرشح واحد على الأغلبية: يحمل المؤتمر الوطني الديمقراطي لعام 1924 الرقم القياسي باعتباره الأطول على الإطلاق، حيث أدت الانقسامات داخل الحزب في قضية حظر الكحول إلى 102 تصويت بين ألفريد إي سميث وويليام جي ماكادو، قبل اختيار جون دبليو. ديفيس غير المعروف نسبيًا كمرشح تسوية.

### الخطب

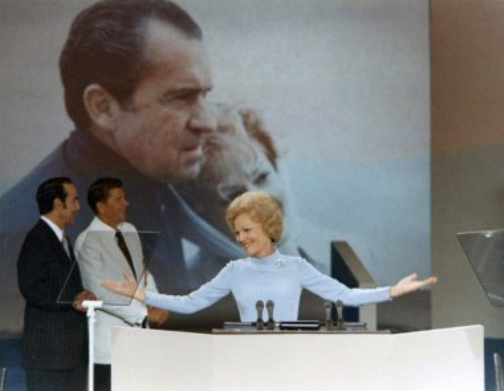
تكريم السيدة الأولى بات نيكسون في المؤتمر الوطني الجمهوري عام 1972.

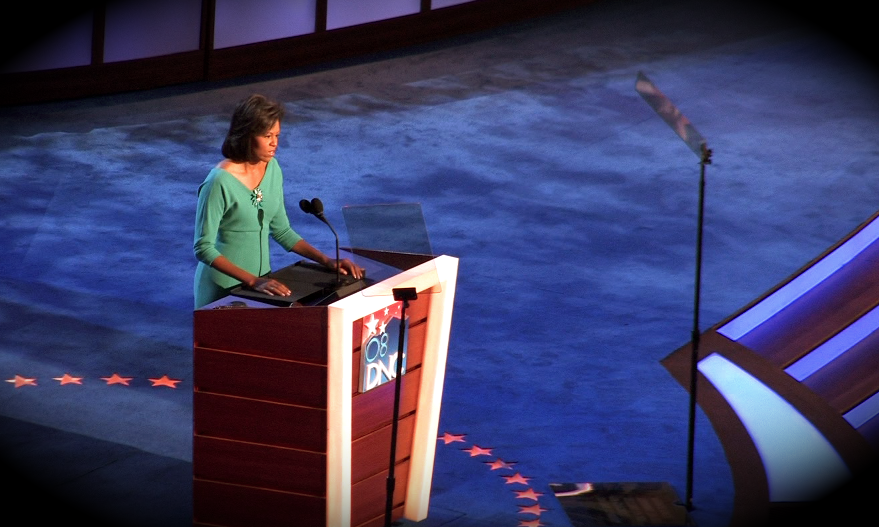
ميشيل أوباما تتحدث في المؤتمر الوطني الديمقراطي عام 2008.

يتم منح الشخصيات الثانوية في الحزب الفرصة لمخاطبة قاعة المؤتمر خلال النهار، عندما لا يشاهده سوى الجمهور الصغير من قناة سي-سبان وغيرها من منافذ التلفزيون عبر الكابل. تكون خطابات المساء - المصممة للبث إلى جمهور وطني كبير - محجوزة للخطابات الرئيسية التي يلقيها شخصيات عامة مرموقة، وكان من بين المتحدثين في المؤتمر الديمقراطي لعام 2004 تيد كينيدي، وهو عضو مخضرم في مجلس الشيوخ الأمريكي لمدة اثنين وأربعين عامًا، وجيمي كارتر، الرئيس الديمقراطي السابق، بينما كان من بين المتحدثين في المؤتمر الجمهوري الحاكم أرنولد شوارزنيجر من كاليفورنيا والحاكم جورج باتاكي من نيويورك، وهما اثنتان من أكبر الولايات في البلاد.
يمكن لمنظمي المؤتمر أن يعينوا أحد هذه الخطابات كخطاب رئيسي، والذي يهدف قبل كل شيء إلى التأكيد على موضوعات المؤتمر أو أهدافه السياسية. على سبيل المثال، ألقى حاكم ولاية جورجيا زيل ميلر الخطاب الرئيسي في المؤتمر الوطني الديمقراطي عام 1992، وكانت قصصه عن طفولته الفقيرة تعكس الموضوعات الاقتصادية التي تحدث عنها المرشح حاكم ولاية أركنساس بيل كلينتون. ألقت النائبة سوزان موليناري من نيويورك الكلمة الرئيسية في المؤتمر الوطني الجمهوري لعام 1996، بهدف طمأنة المعتدلين السياسيين بشأن وسطية المرشح، السيناتور السابق بوب دول. وفي المؤتمر الوطني الديمقراطي لعام 2004، شارك السيناتور باراك أوباما، الذي جلب خطابه للرئيس المستقبلي الاعتراف الوطني للمرة الأولى في حياته.
عادة ما يتميز اليوم الأخير من المؤتمر بخطابات القبول الرسمية من المرشحين لمنصب الرئيس ونائب الرئيس. على الرغم من الجدل الأخير الذي يزعم أن المؤتمرات الأخيرة كانت معدّة سلفًا بشكل كامل، وأن القليل جدًا من الأخبار (إن وجدت) تخرج من المؤتمر، فإن خطاب القبول دائمًا ما يُذاع على شاشات الشبكات. علاوةً على ذلك، تكون قاعات المؤتمر مكتظة في هذا الوقت، ويحتفل المندبون بعد الترشح.

## تاريخ

### المؤتمرات الأولى وبداية القرن العشرين
ابتدع الحزب الفيدرالي فكرة المؤتمر الوطني في عامي 1808 و1812 عندما عقدوا اجتماعات وطنية سرية لاختيار مرشحيهم، في حين أن الحزب الديمقراطي الجمهوري لم يكن يقيم مؤتمرات مثيلة، بل كان يجتمع أعضاء الكونغرس للحزب في مؤتمرات حزبية لاختيار المرشح. اندلعت صراعات في انتخابات عام 1824 التي شهدت منافسة حامية الوطيس، حيث رفضت فصائل من الحزب الديمقراطي الجمهوري المشاركة في المؤتمر الحزبي بسبب المشاركة الضئيلة والمتناقصة بشدة واعتبرها غير ديمقراطية ورفضوا مرشح المؤتمر الحزبي النهائي؛ ويليام إتش كروفورد من جورجيا، ودعموا ثلاثة مرشحين إقليميين، رشحتهم الهيئات التشريعية للولايات، جون كوينسي آدامز من ماساتشوستس، وهنري كلاي من كنتاكي، وأندرو جاكسون من تينيسي (والذين فازوا جميعهم بعدد من الولايات أكبر من كروفورد في الانتخابات).
في عام 1831 انعقد الحزب المناهض للماسونية في بالتيمور بولاية ماريلاند لاختيار مرشح رئاسي واحد يحظى بموافقة قيادة الحزب بأكملها في الانتخابات الرئاسية لعام 1832. وسرعان ما حذا الحزبان الجمهوري والديمقراطي الوطني حذوهما.
في عام 1860، تم ترشيح أبراهام لينكولن في شيكاغو من قبل الجمهوريين، في حين رشح مؤتمر الحزب الديمقراطي ستيفن دوغلاس، ومع ذلك، بعد انسحاب المندوبين الجنوبيين من المؤتمر أو مقاطعته، عقدوا مؤتمرهم الخاص ورشحوا جون سي. بريكينريدج.
كانت شيكاغو بسبب موقعها المركزي المدينة المفضلة للمؤتمرات. بالإضافة إلى ذلك، استضافت مدينة سانت لويس بولاية ميزوري مؤتمرات الترشيح الوطنية الديمقراطية في أعوام 1876، و1888، و1904، و1916، فضلاً عن المؤتمر الوطني للحزب الجمهوري في عام 1896 ومؤتمر وطني شعبوي في نفس العام. تمتعت المدينة بسهولة الوصول إلى السكك الحديدية، وكانت تضم العديد من الفنادق الكبيرة ومرافق اجتماعات واسعة.
عقد الديمقراطيون مؤتمرًا وطنيًا ديمقراطيًا قصيرًا للغاية في عام 1872 والذي أيد مرشح مؤتمر الحزب الجمهوري الليبرالي لعام 1872. كان الجمهوريون الليبراليون يعارضون بشدة المرشح الجمهوري يوليسيس س. جرانت، وانسحبوا لتشكيل حزب خاص بهم. لقد رشحوا هوراس جريلي، الذي خسر أمام جرانت بأغلبية ساحقة، وسرعان ما انهار الحزب الجديد.
كانت المؤتمرات الحزبية في كثير من الأحيان بمثابة مناسبات ساخنة، ولعبت دورا حيويًا في تحديد مرشح كل حزب. لكن وفق مؤرخين، كانت العملية بعيدة كل البعد عن الديمقراطية والشفافية، حيث كان مؤتمر الحزب مسرحًا للمكائد بين الزعماء السياسيين، الذين عينوا إلى حد أغلب المندوبين وفي معظم الأحيان سيطروا عليهم.
في عام 1924، كان الحزب الديمقراطي منقسمًا بشكل عميق على أسس إقليمية وثقافية، مع وجود فصيلين قويين: فصيل ريفي/بروتستانتي/جنوبي بقيادة ويليام ماكادو، وعنصر حضري/كاثوليكي يمثله حاكم نيويورك آل سميث. كان حزب كو كلوكس كلان الثاني مزدهرًا على مستوى البلاد، على الرغم من عدم اعتراف أي ديمقراطي بارز على المستوى الوطني بعضويته، وكانت الفصائل تتقاتل بشأن قرار لإدانة حزب كو كلوكس كلان. لم يكن من الممكن التوصل إلى أي تسوية مع استمرار المؤتمر لمدة 17 يوماً، حيث وصلت عملية التصويت على المرشح الرئاسي إلى طريق مسدود بعد الحصول على 103 أصوات حتى تم ترشيح الحصان الأسود جون دبليو ديفيس، وهو شخصية محايدة.
كان تعيين الأخ الأصغر لويليام جينينجز برايان نائبًا له بمثابة استرضاء للفصيل الريفي. كانت أوكلاهوما ولاية حدودية تمثيلية، وكان الوفد منقسمًا بشدة بشأن قضية كو كلوكس كلان.

### الستينيات والعقود اللاحقة
ألهمت حرب فيتنام عددًا كبيرًا من أنصار السيناتور المناهض للحرب يوجين مكارثي من ولاية مينيسوتا، ولكن لم يكن لهم رأي في هذه المسألة. لم يتنافس نائب الرئيس هيوبرت همفري - المرتبط بإدارة ليندون جونسون التي فقدت شعبيتها بشكل متزايد - في أي انتخابات تمهيدية، لكنه تمكن من السيطرة على ما يكفي من المندوبين لضمان ترشيح الحزب الديمقراطي. وقد ثبت أن هذا كان أحد العوامل العديدة التي أدت إلى أعمال الشغب التي اندلعت في المؤتمر الديمقراطي في شيكاغو .
اعتمدت بعض الولايات، ومعظمها غربية، الانتخابات التمهيدية في أواخر القرن التاسع عشر وخلال العصر التقدمي، ولكن المحفز لاعتمادها على نطاق واسع جاء خلال انتخابات عام 1968. لقد أضرت الصور الإعلامية للحدث - الحشود الغاضبة في مواجهة الشرطة - بصورة الحزب الديمقراطي، الذي عين لجنة برئاسة السيناتور عن ولاية داكوتا الجنوبية جورج ماكجفرن لاختيار طريقة جديدة أقل إثارة للجدل لاختيار المرشحين. توصلت لجنة ماكجفرن-فريزر إلى اتفاق بشأن الانتخابات التمهيدية، التي اعتمدتها اللجنة الوطنية الديمقراطية في عام 1968. اعتمد الجمهوريون الانتخابات التمهيدية كأسلوبهم المفضل في عام 1972. ومن الآن فصاعدًا، سيتم منح المرشحين مندوبين في المؤتمر على أساس أدائهم في الانتخابات التمهيدية، وكان هؤلاء المندوبون ملزمين بالتصويت لمرشحهم. كانت المحاولة الأخيرة لتحرير المندوبين من مرشحيهم في المؤتمر الوطني الديمقراطي عام 1980، عندما سعى السيناتور تيد كينيدي من ماساتشوستس إلى الحصول على أصوات المندوبين الذين كان الرئيس جيمي كارتر يشغل منصب الرئيس آنذاك. كان آخر مؤتمر حزبي كبير كانت نتيجته موضع شك هو المؤتمر الوطني الجمهوري لعام 1976، عندما كاد حاكم ولاية كاليفورنيا السابق رونالد ريجان أن يفوز بالترشيح ويتخطى الرئيس وقتها جيرالد فورد.

### التغطية التلفزيونية
رغم أن أعضاء القاعدة الشعبية لم يكن لهم أي رأي في الترشيحات المبكرة، فإنهم ما زالوا منجذبين إلى هالة الغموض التي أحاطت بالمؤتمر، وبدأت الشبكات في بث الخطب والمناظرات لعامة الناس. قامت قناة W2XBS (التابعة لشبكة NBC) في نيويورك بأول بث تلفزيوني لمؤتمر الحزب الوطني، وهو المؤتمر الوطني الجمهوري لعام 1940 في فيلادلفيا، وسرعان ما تبعتها شبكتان أخريتان من الشبكات الثلاث الكبرى. قال جون تشانسيلور، مقدم في إن بي سي الإخبارية، قبل بدء المؤتمر الوطني الديمقراطي لعام 1972: "إن تغطية المؤتمرات هو أهم شيء نقوم به. المؤتمرات ليست مجرد مسرحية سياسية، بل هي أمور جادة وحرجة، ولهذا السبب فإن جميع الشبكات ملزمة بتقديم تغطية شاملة. إنه الوقت الذي يجب علينا فيه جميعًا أن نقوم بواجبنا".
زاد حضور الصحفيين في مؤتمرات ترشيح الرئيس من خلال شبكات التلفزيون. في عام 1976، كان المؤتمر الديمقراطي يتألف من 3381 مندوبًا و11500 مراسل ومذيع ومحرر ومشغل كاميرا. ويتماشى هذا مع الزيادة في عدد أجهزة التلفاز في المنازل الأمريكية. بحلول مؤتمرات عام 1992، زادت تغطية الشبكة من ثلاث شبكات (NBC وABC وCBS) إلى خمس شبكات (NBC وABC وCBS و Fox وPBS). في المؤتمر الوطني الجمهوري لعام 1996 كان هناك ما يقرب من سبعة صحفيين لكل مندوب، أو حوالي 15000 صحفي.
وقد أدى تزايد الاهتمام الإعلامي بهذه المؤتمرات في البداية إلى نمو اهتمام الجمهور بالانتخابات. ارتفع عدد الناخبين في الانتخابات التمهيدية من أقل من خمسة ملايين ناخب في عام 1948 إلى حوالي ثلاثة عشر مليونًا في عام 1952.

### انخفاض الأهمية

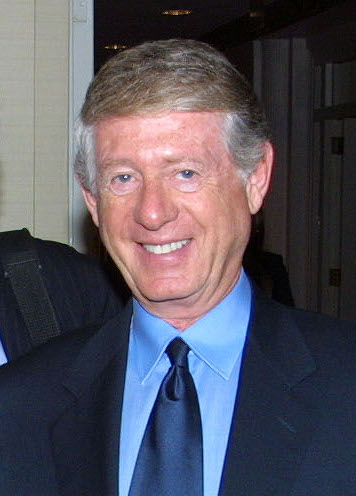
المذيع الإخباري تيد كوبل (الصورة عام 2002)، الذي أخبر المشاهدين في منتصف المؤتمر الوطني الجمهوري عام 1996 أنه سيعود إلى منزله لأن المؤتمر أصبح "أشبه بإعلان تجاري أكثر من كونه حدثًا إخباريًا".

مع صعود الانتخابات التمهيدية المباشرة، وعلى وجه الخصوص مع انتقال الولايات إلى وقت مبكر أكثر فأكثر في تقويم الانتخابات التمهيدية، منذ انتخابات عام 1988، غالبًا ما حصل المرشح على أغلبية ساحقة من المندوبين قبل وقت طويل من انعقاد المؤتمر. وبناء على ذلك، أصبحت أي أعمال فعلية تتم في مؤتمرات الأحزاب الرئيسية (مثل نداء الأسماء للمندوبين) مجرد إجراء شكلي إلى حد كبير، والتركيز الرئيسي ينصب على الترويج للمرشح ومنصة الحزب لجمهور أوسع، ويتم جدولة الخطب التي يلقيها شخصيات الحزب المشهورة والمشهورة في ساعات الذروة.
خلال المؤتمر الوطني الجمهوري لعام 1996، أنهى مقدم برنامج إيه بي سي نيوز "نايت لاين" تيد كوبل تغطيته لمؤتمرات عام 1996 فجأة، بحجة أن الأحداث أصبحت في الواقع "إعلانًا تجاريًا" لمرشح الحزب بدلاً من حدث إخباري حقيقي. في عام 2020، زعم المؤرخ السياسي مايكل بارون في مقال رأي أن ظهور الاتصالات عن بعد والتلفزيون جعل الأهداف الأصلية للمؤتمرات - كونها "المكان والوقت الوحيد حيث يمكن للسياسيين الحزبيين التواصل بصراحة والمساومة شخصيًا"، و"اكتشاف المرشحين الذين حصلوا على دعم حقيقي والمرشحين الذي لم يقدموا سوى الكلام" - زائدة عن الحاجة بشكل متزايد، وأن الأحداث أصبحت إلى حد كبير احتفالات "مُصممة" لمرشح الحزب.
أدت الطبيعة المتغيرة للمؤتمرات، فضلاً عن التغييرات الشاملة في عادات مشاهدة التلفزيون، إلى تغيير كيفية تغطية محطات البث للمؤتمرات. أصبحت تغطية المؤتمرات مقتصرة الآن على القنوات الإخبارية وشبكة سي-سبان ومنافذ البث المباشر؛ وبحلول عام 2012، كانت الشبكات الرئيسية تقدم عادةً ساعة واحدة فقط من التغطية كل ليلة، مع التركيز على المتحدثين الرئيسيين. تستمر قناة بي بي إس في تقديم تغطية كاملة للمؤتمرات في أوقات الذروة.

### تأثير جائحة كورونا على مؤتمرات 2020
أجبرت جائحة كوفيد-19 في عام 2020 الأحزاب الكبرى والصغيرة على تعديل شكل مؤتمراتها للامتثال للتباعد الاجتماعي والقيود المفروضة على التجمعات العامة. أقيم المؤتمر الديمقراطي كحدث افتراضي مع ظهور جميع المتحدثين من مواقع بعيدة، ولم تكن هناك تجمعات شخصية للمندوبين. وللوفاء بعقد استضافة المدينة مع ميلووكي، تم إجراء إنتاج الحدث في ويسكونسن. أقيمت خطابات القبول لجو بايدن وكامالا هاريس في مركز تشيس في مسقط رأس بايدن في ويلمنجتون بولاية ديلاوير.
دعا دونالد ترامب مرارًا إلى عقد مؤتمر الحزب الجمهوري بشكل شخصي كالمعتاد. كان من المقرر في الأصل أن يقام الحدث في مركز سبيكترم في شارلوت؛ بعد أن رفض حاكم ولاية كارولينا الشمالية الديمقراطي روي كوبر السماح بإقامته على نطاق كامل أو بدون أقنعة إلزامية أو تباعد اجتماعي، أعلنت اللجنة الوطنية الجمهورية عن خطط لنقل معظم الأحداث الشخصية إلى جاكسونفيل بولاية فلوريدا، ولكن مع الاستمرار في إجراء الأعمال الرسمية من شارلوت. ومع ذلك، بعد أن فرضت جاكسونفيل قيودًا مماثلة، وفي ظل زيادة حالات الإصابة على مستوى البلاد، أعلن ترامب في يوليو 2020 إلغاء الفعاليات في جاكسونفيل.
كما هو الحال مع المؤتمر الديمقراطي، عُقد المؤتمر الجمهوري بشكل مصغر. وللوفاء بعقد المدينة المضيفة مع شارلوت، تم تنفيذ برنامج أعمال رسمي شخصيًا في 24 أغسطس مع مجموعة أصغر من 336 مندوبًا، بما في ذلك النداء بالاسم. تألف باقي الحدث من برامج الذروة من الخطب المسجلة مسبقًا، والتي تم تصويرها بشكل أساسي في قاعة أندرو ميلون في واشنطن العاصمة ألقيت الخطب التي ألقاها نائب الرئيس بنس (من بالتيمور)، والسيدة الأولى ميلانيا ترامب والرئيس ترامب (من حديقة في البيت الأبيض)، على الهواء مباشرة وشخصيًا مع جماهير المؤيدين.

#### مؤتمرات 2024
انعقد المؤتمر الوطني للحزب الجمهوري 2024 في ميلووكي، ويسكونسن من 15 إلى 18 يوليو.
انعقد المؤتمر الوطني للحزب الديمقراطي 2024 في شيكاغو، إلينوي من 19 إلى 22 أغسطس.